# Shahrestān di Arak
Lo shahrestān di Arak (farsi شهرستان اراک) è uno dei 12 shahrestān della provincia di Markazi, il capoluogo è Arak. Lo shahrestān è suddiviso in 3 circoscrizioni (bakhsh): 
- Centrale (بخش مرکزی), con le città di Arak, Davudabad, Karahrud e Senjan.
- Javarsian (بخش جاورسيان), con il villaggio di Javarsian.
- Sarband (بخش سربند)